# Звонко Шпишић
Звонко Шпишић (Загреб, 26. фебруар 1937 — Загреб, 17. мај 2017) био је југословенски и хрватски интерпретатор шансоне, композитор, текстописац, аранжер и ликовни уметник.

## Каријера
Први наступ имао је 1958. године на такмичењу Први пљесак у Загребу, када је певао песму Кочија са седам коња, и са још једним такмичарем поделио прво место. Један је од утемељивача загребачке школе шансоне а први ЛП, Пјесме из приземних улица, објављује 1970. године. Међу најпознатијим медитеранским песмама су Барбара и Звона мога града, а наступао је на скоро свим фестивалима бивше Југославије. 1981., 1982. и 1987. године, био је директор познатог загребачког фестивала забавне музике. Писао је и за многе певаче: Арсена Дедић, Габи Новак, Терезу Кесовију, Микија Јевремовића, Радојку Шверко и друге. Опроштајним концертом у Лисинском, обележио је и 40 година музичке каријере, а последњи двоструки албум с најбољим антологијским песмама, објавио је 2011. године.
2008. године, додељена му је награда Порин за животно дело.
Као ликовни уметник, приредио је бројне самосталне и групне изложбе.

## Фестивали
Ваш шлагер сезоне, Сарајево:
- Црвено лишће, '68

Опатија:
- Упали цигарету (алтернација са Габи Новак), '63
- Јутро љубави (алтернација са Драганом Стојнићем), '66
- Стара пјесма (алтернација са Аном Штефок), '68
- Ја путујем с тобом, '74
- Сања (Вече шансоне и слободне форме), '79
- Унска пруга (Вече шансоне и слободне форме), '80
- Поноћни влак, '82

Београдско пролеће:
- Сунчани јануар, '63

Сплит:
- Шјора Перина, '68
- Не, не и не / Une rose la mer, '69
- Мама, '72
- Барбара (Вече далматинске шансоне), '75
- Задњи трабакул (Вече далматинске шансоне), '76
- Коноба код два ферала (Вече далматинске шансоне), '79

Загреб:
- Милионер (алтернација са Арсеном Дедићем) / Вријеме растанка, '63
- Балада (алтернација са Аном Штефок), победничка песма, '64
- Те ноћи / Врата ружа / Жижи, '64
- Лукреција, '66
- Коцкар (Вече шансона), прва награда публике и награда за аранжман, '66
- Човјек без шешира (Вече шансона), друга награда стручног жирија, '67
- Љубавне бесмислице / Апартман, '68
- Буди таква какву те желим (алтернација са Мишом Ковачем), '68
- Трешњевачка балада, '69
- Партија карата, награда стручног жирија, '70
- Учинио сам све да те заборавим, '71
- Бицикл (Вече шансона), победничка песма, '71
- Крух, прелазни пехар СОКОЈ-а и Сребрна птица, '74
- Валцер, '75
- Стол (Вече шансона), '76
- Моја птица (Вече слободне форме), '79
- Магдалена, '82
- Куће мојих људи (Вече шансона), '82
- Већ је касно, '83
- Ова је соба тако празна, '84
- Од Селске до вјечности, '89
- Танго аргентино, '96

Студентски фестивал:
- Шетња по мјесечини, награда стручног жирија, '62

Фестивал Елида фаворит, Сапониа:
- Играч звијезда, '63

Југословенски избор за Евросонг:
- Не причај о љубави, Скопље '68
- Шал на плажи, друго место, Домжале '71

Скопље:
- Домот на нашата љубов, '70

Мелодије Истре и Кварнера:
- Изгубљен сан / Већ је вријеме (дует са Вишњом Корбар), '66
- Марице, душо, '71
- Јербо нам се љубав, љубав не би звала, '72

Крапина:
- Сребрене роже, '66
- Песка Белего, '68
- Суза за загорске бреге, '69
- Сусед Штеф је шћера рекел, '70
- Спи, '72
- Орехњача, '75
- Писмо госпону Ј. Преверту в Париз, '76
- Так је одписал госпон Ј. Преверт з Париза, '77
- Дворишче, '79
- Попевка за Јожу, '80
- Нај заспати, '83
- Земла и звезде, '84
- Сложил сем си гартлиц, '85
- Пајзл, '89
- Бела шатра, '90
- Се је јене, '91
- Јутерне вести, '93
- Трешњевачки плац, '95
- Шкрлак, '96
- Стара вура, '97

Славонија, Славонска Пожега:
- Славонска балада, '70
- Добро јутро, '77
- Дуње, '79

## Познате песме компоноване за колеге певаче
- Тереза Кесовија: Кад' се једном вратиш
- Дубровачки трубадури: Маријана, Зелени се ружмарин
- Вице Вуков: Далматинска елегија, Звона мога града
- Група 777 (музичка група): Ти, он или нетко трећи
- Мики Јевремовић: Засвират' ће једна мандолина
- Кићо Слабинац: Има једно море
- Радојка Шверко: Живот мој